# 恩蓋蒂克環礁

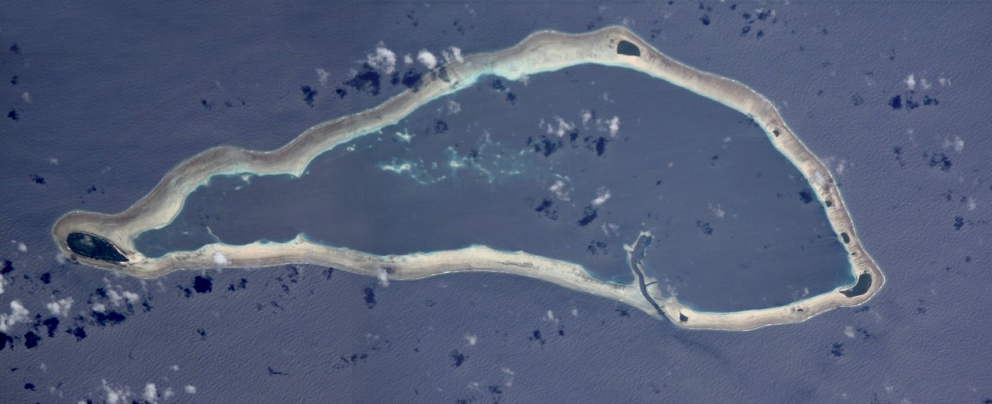

恩蓋蒂克環礁是西太平洋島國密克羅尼西亞聯邦的環礁，屬於加羅林群島的一部分，位於波納佩東南約150公里，由10個島嶼組成，長22.5公里、寬9.6公里，土地面積1.75平方公里，潟湖面積78.56平方公里，2000年人口640。

## 外部連結
- Sapwuahfik - Oceandots （页面存档备份，存于）
- Deutsches Koloniallexikon （页面存档备份，存于） (German)

5°48′47″N 157°16′36″E / 5.813056°N 157.276667°E